# محمد الضعيف الرباطي
محمد الضعيف الرباطي، (1752 م - 1820 م). مؤرخ ورحالة مغربي.

## سيرته
هو محمد بن عبد السلام بن أحمد بن محمد الضعيف الرباطي. ولد في أواخر ذي الحجة من عام 1165 هـ في فصل الصيف بمدينة الرباط، وفيها نشأ وتنقل في البلاد المغربية، ولم يعرف مكان وفاته ولا تاريخها على وجه التحقيق.

## تاريخ الضعيف
ذكر الضعيف في تاريخه عدة أحداث تتمثل في رحلاته التي قام بها لمختلف الجهات والأماكن، والأشخاص الذين صاحبهم أو التقى بهم في هذه الرحلات.
ومن الملاحظ في تاريخه أنه كان يسجل رحلاته وأنشطته على شكل مذكرات دقيقة يضبط فيها التاريخ غالبا ضبطا دقيقا مع وصفه الدقيق للأحداث، وكأن القارئ يرى بعينيه ما يقوله.
ومن بين الأسباب التي جعلت محمد الضعيف يقوم برحلاته كما جاء في تقديم لكتاب تاريخ الضعيف (تحقيق وتعليق وتقديم الأستاذ أحمد العماري)  
- الرغبة في زيارة أضرحة الأولياء والصالحين.
- الرغبة في زيارة المدن الكبرى بالمغرب لشهرتها العلمية والحضارية.
- الرغبة في طلب العلم.

## إنتاجه
أشار الضعيف في تاريخه إلى إنتاجه الفكري وهو إنتاج يسير ومحدود أهم ما فيه هو تاريخه - تاريخ الضعيف أو (تاريخ الدولة السعيدة)؛ أما الباقي فهو عبارة عن شعر فصيح وملحون. من بين قصائده: قصيدة سماها (روض العشاق) في مدح الرسول  وذلك عام 1192 هـ. وله أيضا شرح على صفي الدين في علم البديع.